# Hexatoma (Eriocera) tricolor
Hexatoma (Eriocera) tricolor is een tweevleugelige uit de familie steltmuggen (Limoniidae). De soort komt voor in het Oriëntaals gebied.